# Emmendorfer
Die Familie von Emmendorfer ist ein altes deutsches Adelsgeschlecht.

## Das Geschlecht
Oberhalb von Unteremmendorf im Altmühltal sind drei Burgställe (archäologischer Fachbegriff für Burgstellen) nachgewiesen, auf denen drei Linien der Herren von Emmendorf saßen. Jede dieser Linien führte ein eigenes Wappen.

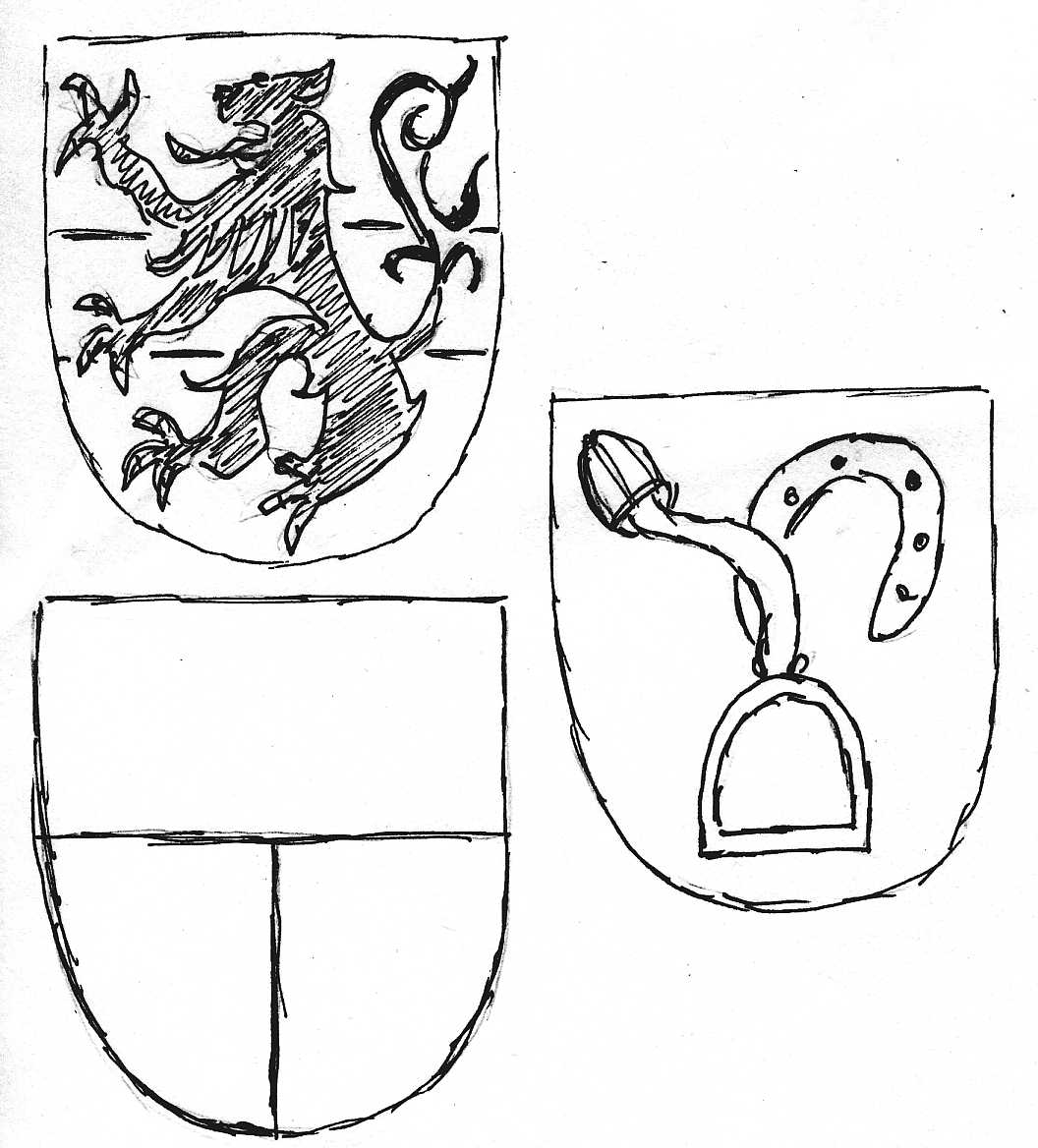
Die Wappen der drei Linien der Emmendorfer

1119 ist das eichstättische Ministerialengeschlecht mit Konrad von Emmendorf erstmals urkundlich nachgewiesen. 1186 bis 1206 war ein weiterer Konrad von Emmendorf Kämmerer des Bischofs von Eichstätt. 1299 bis 1321 waltete Euphemia von Emmendorf als Äbtissin des Benediktinerinnenklosters St. Walburg in Eichstätt, 1361 Albrecht Emmendorfer als Vogt zu Rain und 1383 bis 1387 Friedrich Emmendorfer als Vogt auf der Willibaldsburg zu Eichstätt. Vor 1380 war Konrad Emmendorfer, ein fürstbischöflicher Hofbeamter, in der Peterskirche zu Eichstätt bestattet worden; das in der Kirche angebrachte Wappen der Emmendorfer hat sich nicht erhalten. Ein weiterer Friedrich Emmendorfer wurde 1422 von Herzog Ludwig dem Bärtigen in Ingolstadt auf Schloss Wackerstein als Pfleger eingesetzt. 1426 wird ein Seifried Emmendorfer als Pfarrer von Kipfenberg im Altmühltal erwähnt. Noch 1444 saßen die Emmendorfer als Edelleute im Gericht Hirschberg. 
Ihre Besitzungen hatten die Emmendorfer als Lehen des Eichstätter Bischofs inne. Das Adelsgeschlecht war in allen Linien bereits ausgestorben, als Leonhard Absberger (1419–1448) zu Rumburg vom Hochstift Eichstätt mit dem Emmendorfer Lehen belehnt wurde. Mit dem Erlöschen der Emmendorfer verfielen auch ihre Burgen. Der auf die Rumburger Linie der Absberger übergegangene Lehenskomplex war beträchtlich: Er umfasste Besitz zu Unter- und Oberemmendorf, Irfersdorf, Aschbuch, Neuzell, Pfraundorf, Haunstetten, Beilngries, Kaldorf, Litterzhofen und Berching, sodann auch die Tafern- (= Schank-) und Kirchtagrechte (= Marktrecht am Kirchweihfest) zu Röckenhofen, Herrnsberg (dort auch die Schmiedstatt) und Günzenhofen. Noch 1555 hatten die Erben des Erasmus von Absberg, der 1540 ohne männliche Nachkommen gestorben war, diese Lehen inne; danach fielen sie an den Eichstätter Bischof zurück.

## Die Burgen der Emmendorfer

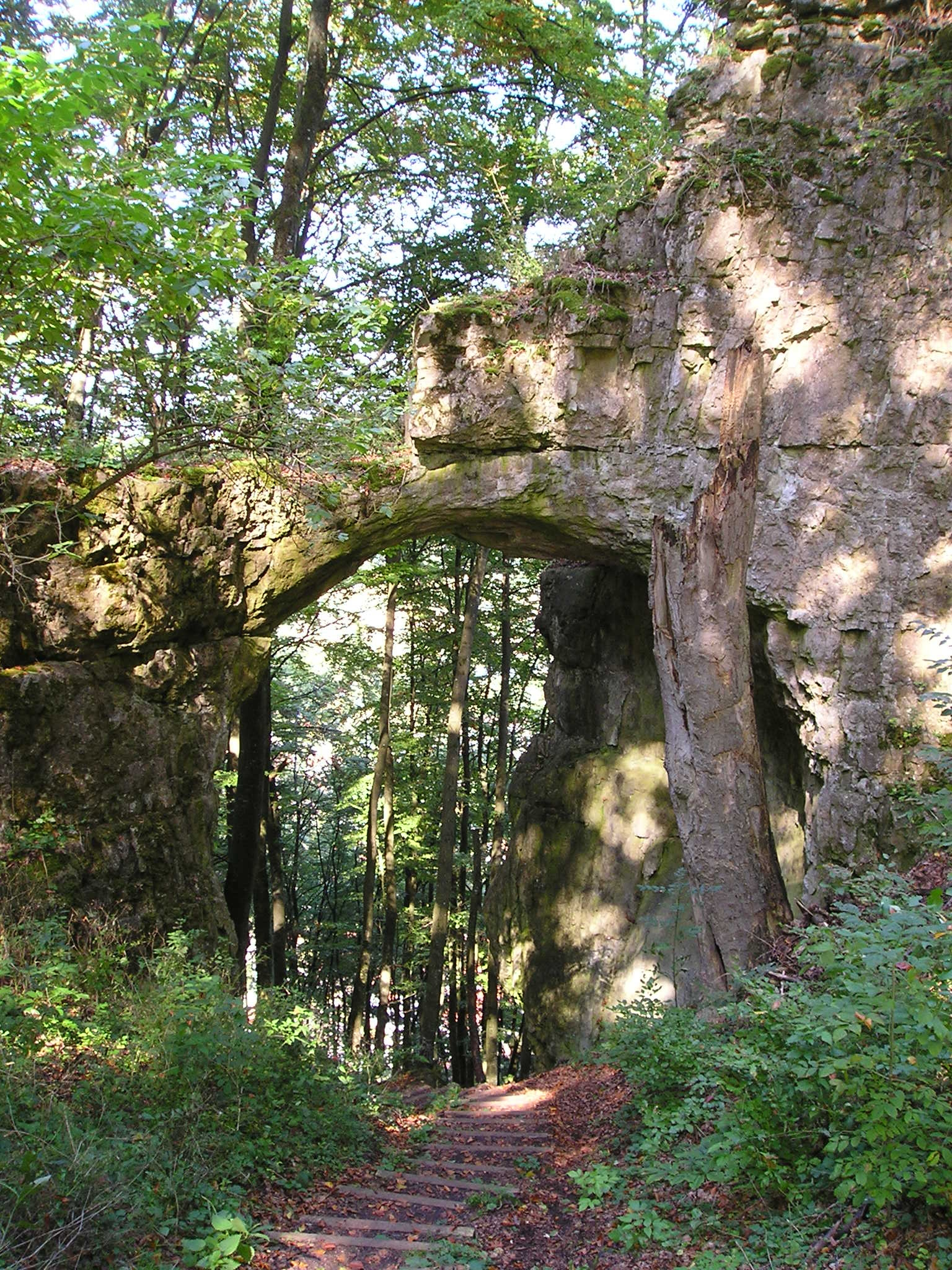
Der Torfelsen oberhalb von Unteremmendorf

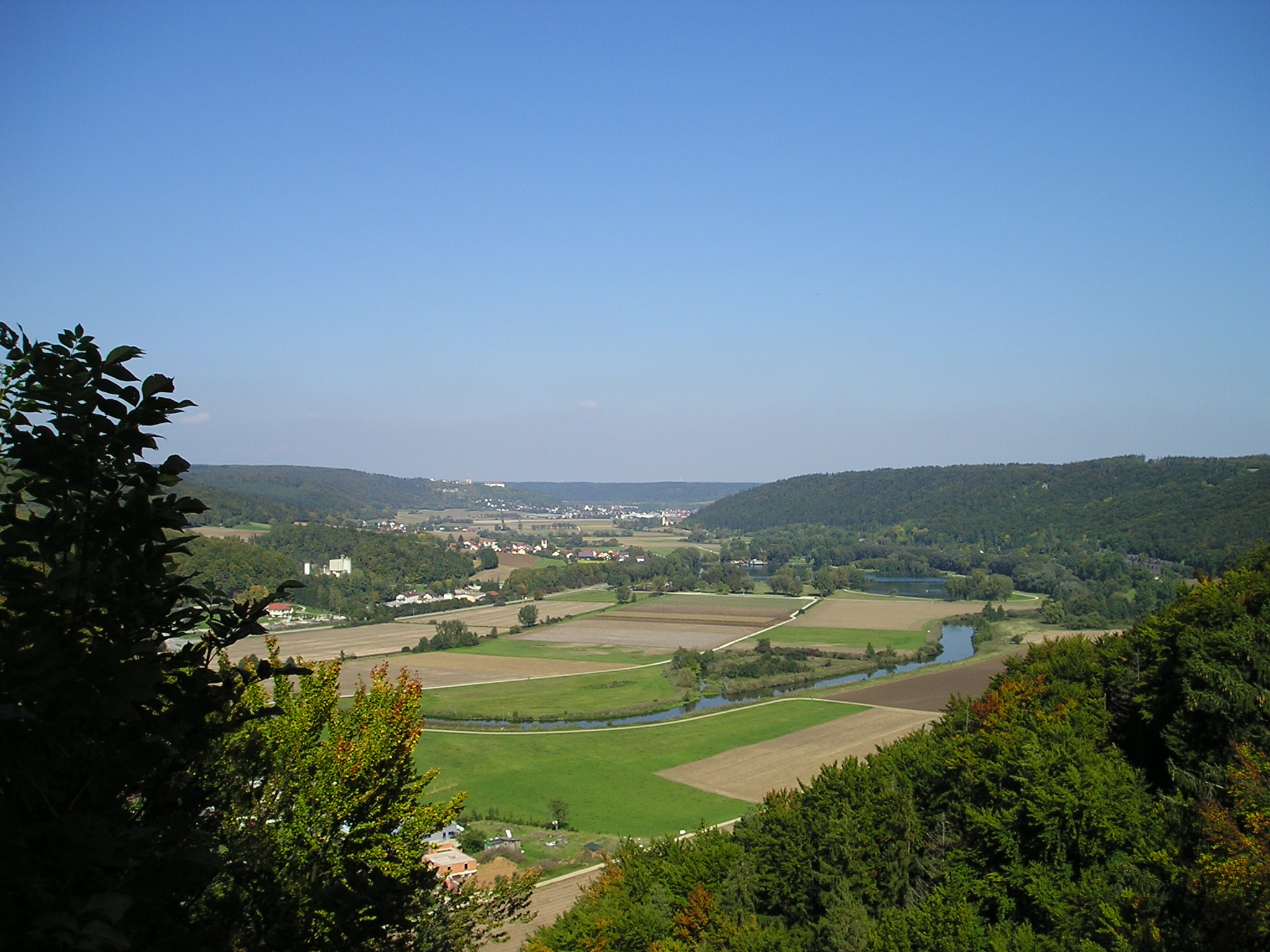
Blick vom Torfelsen in das Altmühltal gegen Beilngries

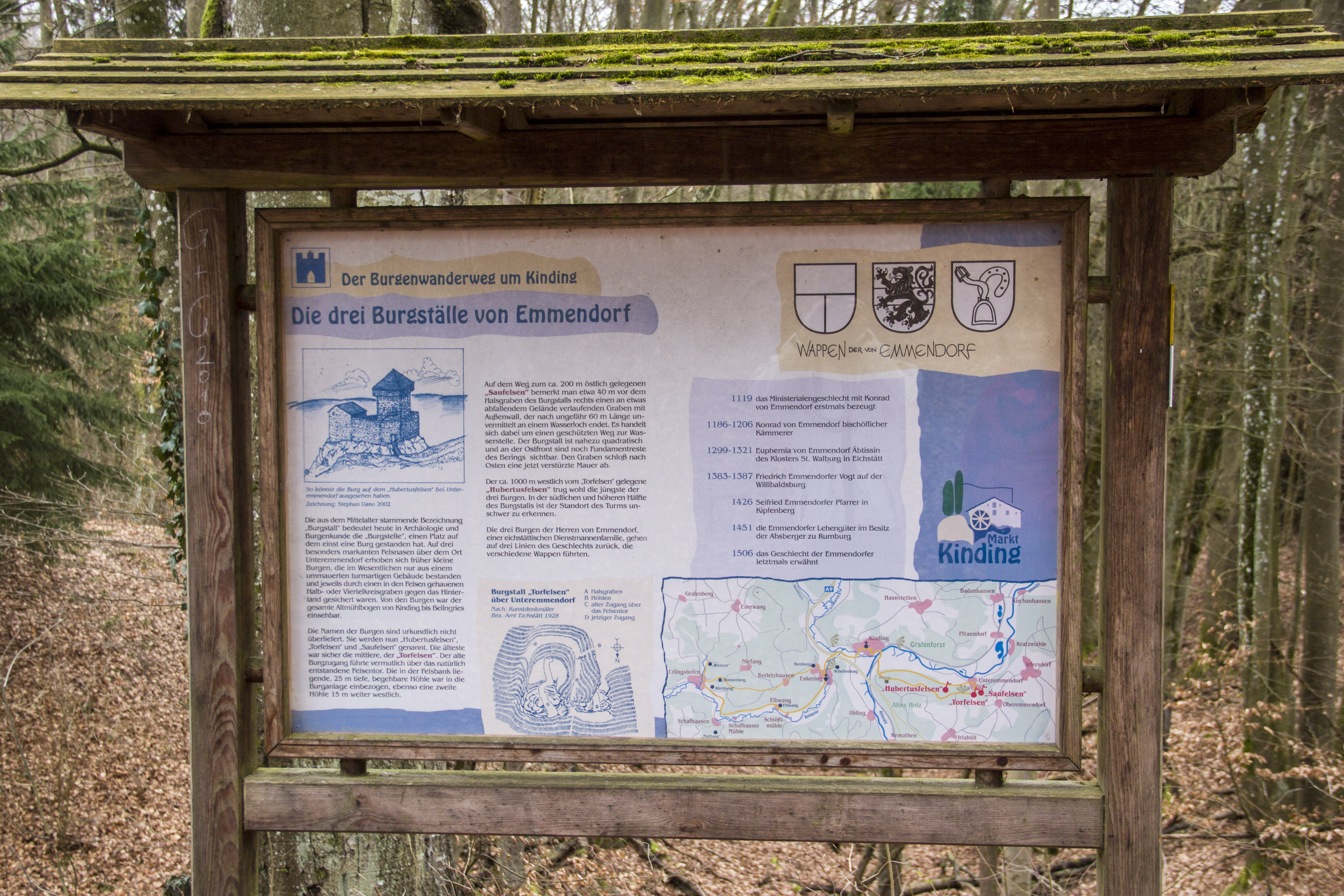
Infotafel beim Torfelsen oberhalb von Unteremmendorf

Die Burgen der drei Emmendorf-Linien, von denen es keine baulichen Reste mehr gibt, standen auf Dolomitfelsen, die heute die Bezeichnungen Hubertusfelsen, Torfelsen und Saufelsen tragen. Die Namen der Burgen selbst sind nicht überliefert; auch über ihr Aussehen kann nur gemutmaßt werden. Auf den von der Urdonau ausgewaschenen Felsnasen von verhältnismäßig geringer Abschlussfläche standen wahrscheinlich nur ummauerte turmartige Gebäude. Die kleinen Burgen waren jeweils durch einen in den Felsen gehauenen Halb- oder Viertelkreisgraben gegen das Hinterland der Albhochfläche gesichert. Von den Burgen war der gesamte Altmühlbogen von Kinding bis zur Burg Hirschberg über Beilngries einsehbar.
Die älteste der drei Burgen dürfte diejenige auf dem Torfelsen gewesen sein. Das Felsentor von einer Spannweite von 6,3 Metern und einer lichten Höhe von sechs Metern wird auf natürliche Weise durch einen Felssturz entstanden sein und bot als schmale Naturbrücke einen verhältnismäßig gut zu sichernden Zugang zur Burg. Eine unterhalb in der Felsbank liegende, 25 Meter tiefe begehbare Höhle dürfte in das Burganwesen integriert gewesen sein, ebenso eine zweite Höhle, zehn bis 15 Meter westlich gelegen, die noch Mauerreste am Eingang aufweist.
200 Meter östlich davon liegt der Saufelsen. 40 Meter vor dem Halsgraben der hier befindlichen Burg führt – etwas abfallend und geschützt durch einen Außenwall – ein  Graben zu einer Wasserstelle. Der Burgstall ist nahezu quadratisch; an der Ostfront sind noch Fundamente des Berings sichtbar.
Etwa 1000 Meter westlich vom Torfelsen liegt der Hubertusfelsen, der wohl die jüngste der drei Burgen trug. Die südliche und höhere Hälfte des Burgstalls dürfte der Standort des vermutlichen Burgturms gewesen sein.

## Sonstiges
Das Felsentor wird vom Altmühltal-Panoramaweg berührt. Von Unteremmendorf führt ein markierter Steig zum Felsentor hinauf und auf Treppen durch dieses hindurch.